# Bracon nigrimanus
Bracon nigrimanus är en stekelart som beskrevs av Maximilian Spinola 1840. Bracon nigrimanus ingår i släktet Bracon och familjen bracksteklar. Inga underarter finns listade.